# MICR
MICR är ett akronym för Magnetic Ink Character Recognition, som är ett system för att avläsa tecken.
Systemet skapades i mitten av 1950-talet vid Stanford Research Institute på initiativ av Bank of America i syfte att användas för datoriserad avläsning av checkar.
Det bygger på att tecknen trycks i ett eget typsnitt med magnetiskt bläck som vanligen innehåller järnoxid. Avläsningsdekodern magnetiserar först tecknen och ett läshuvud avläser sedan texten, som i allmänhet läsas även om den har blivit överskriven eller fördunklad av märken eller av annan text.
Typsnitten som används kan även läsas av människor.
MICR-tecknen ingår numera i Unicode-standarden och är standardiserade på engelska genom ISO 1004:1995.